# Palpita cachinalis
Palpita cachinalis là một loài bướm đêm trong họ Crambidae.